# Rachid Dahmani
Rachid Dahmani (arab. رشيد الدحماني, ur. 12 maja 1982) – marokański piłkarz, grający na pozycji środkowego pomocnika.

## Kariera klubowa

### Maghreb Fez
Zaczynał karierę w Maghrebie Fez. W sezonie 2010/2011 zagrał tam 9 meczów, raz asystował. W kolejnym sezonie wystąpił w 17 spotkaniach. Sezon 2012/2013 zakończył z 8 występami i asystą Z Maghrebem zdobył Afrykański Super Puchar.

### Wydad Fez
1 lipca 2013 roku trafił do Wydadu Fez. W tym klubie zadebiutował 4 września w meczu przeciwko FUSowi Rabat, zremisowanym 0:0, grając 65 minut. Pierwszą asystę zaliczył 25 października w meczu przeciwko Olympique Khouribga, przegranym 2:1. Asystował przy golu w 22. minucie. Łącznie zagrał 14 spotkań i miał asystę.

### Chabab Atlas Khénifra
1 grudnia 2014 roku został graczem Chabab Atlas Khénifra. Zadebiutował tam 3 stycznia 2015 roku w meczu przeciwko Raja Casablanca wszedł na ostatnią minutę spotkania. To był jego jedyny mecz w tym zespole, później zakończył karierę.